# 고형현탁물
고형현탁물(suspended solids)은 물의 움직임으로 인해 교질 형태로 물 속에 현탁액으로 남아 있는 작은 고체 입자를 말한다. 고형현탁물은 크기나 밀도가 비교적 큰 경우 침전을 통해 제거하거나 여과를 통해 제거할 수 있다. 이는 수질과 하수 또는 일반적으로 폐수의 강도를 나타내는 하나의 지표로 사용된다. 이는 하폐수 처리 공정의 중요한 설계 매개변수이다.
때로는 에스에스(SS)로 약칭되지만, 하수관을 막는 데 기여하는 침강성 고형물(이 또한 SS로도 약칭)과 구별된다.

## 설명
고형현탁물은 오염물질과 병원균이 입자 표면에 운반되기 때문에 중요하다. 입자 크기가 작을수록 입자 단위 질량당 총 표면적(g)이 커지고 따라서 운반될 가능성이 있는 오염 물질 부하가 높아진다.

## 같이 보기
- 탁도